# Let’s Enhance
Let's Enhance — украинский стартап, разрабатывающий онлайн-сервис, созданный с помощью искусственного интеллекта, который позволяет улучшить изображения и масштабировать их без потери качества.
По словам разработчиков, они использовали технологию машинного обучения с высоким разрешением. Нейронная сеть, обученная на большой базе реальных фотографий, учится восстанавливать детали и сохранять четкие линии и контуры, опираясь на знание типичных объектов и текстур, существующих в реальном мире.